# Oxira deparca
Oxira deparca là một loài bướm đêm trong họ Noctuidae.